# Марина ди Андора (Савона)
Марина ди Андора је насеље у Италији у округу Савона, региону Лигурија.
Према процени из 2011. у насељу је живело 5008 становника. Насеље се налази на надморској висини од 45 м.